# Podul Carol

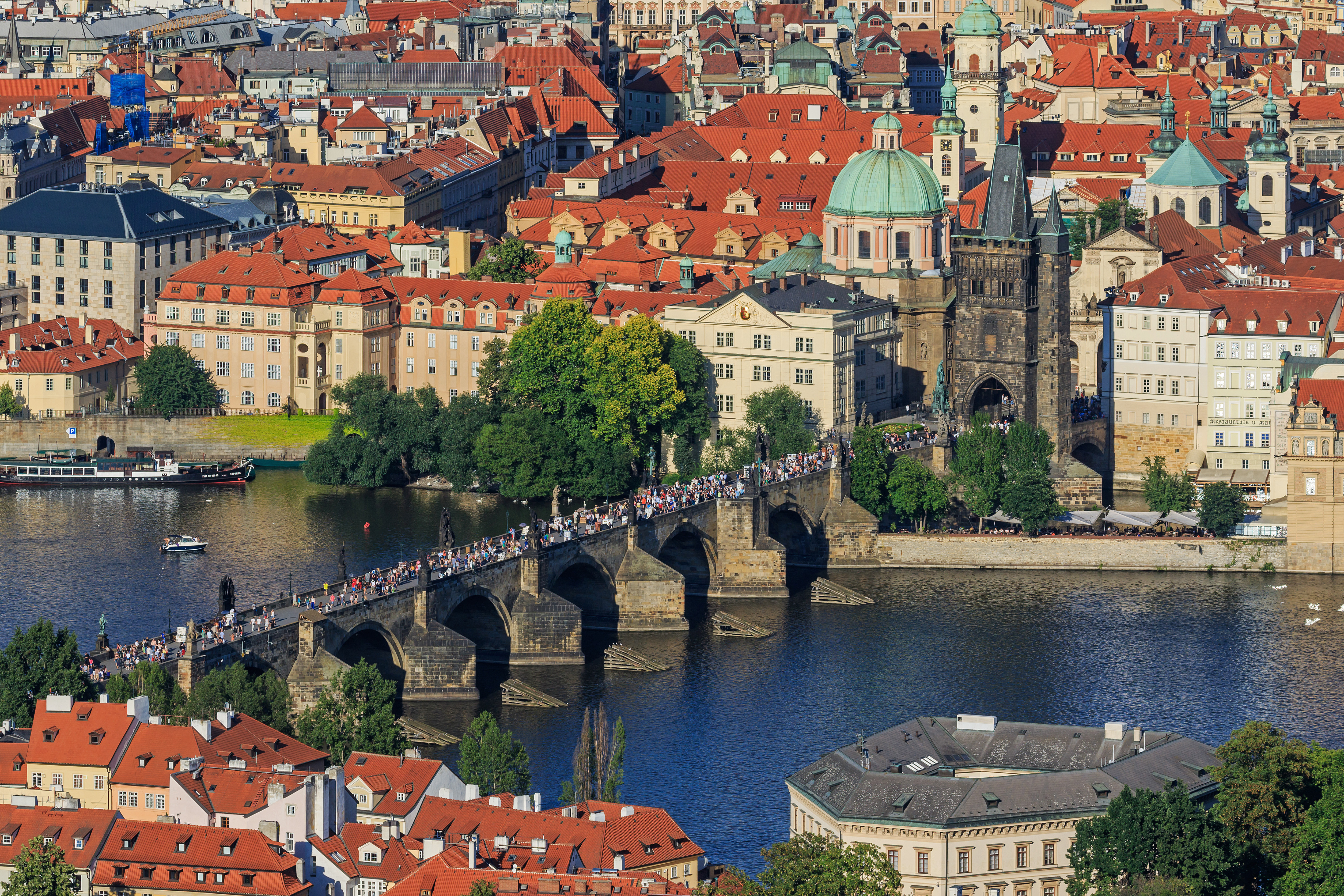
Podul Carol văzut din Turnul Petřín.

Podul Carol (în cehă Karlův most ascultăⓘ) este un pod istoric celebru, care traversează râul Vltava în Praga, Republica Cehă. Construcția sa a început în anul 1357, sub patronajul regelui Carol al IV-lea, și a fost terminată la începutul secolului al XV-lea. El a înlocuit vechiul pod Judith, construit în perioada 1158-1172, care fusese grav avariat de o inundație în 1342. Podul cel nou a fost numit, inițial, Podul de Piatră (Kamenný most) sau Podul Pragăi (Pražský most), primind numele de Podul Carol abia în 1870. Fiind singurul mod de traversare a râului Vltava (Moldau) până în 1841, Podul Carol a fost cea mai importantă cale de comunicație între Cetatea din Praga, Orașul Vechi și zonele adiacente. Această legătură a făcut ca orașul Praga să devină o localitate importantă pe ruta comercială între Europa de Vest și de Est.
Podul are o lungime de 515,76 metri și o lățime de aproximativ 10 metri, fiind sprijinit pe 16 arcuri apărate de bariere antigheață. El este protejat de trei turnuri, dintre care două se află pe malul din cartierul Malá Strana și cel de-al treilea pe malul Orașului Vechi. Turnul din Orașul Vechi este considerat una dintre cele mai uimitoare clădiri civile în stil gotic din lume.  Balustradele podului sunt decorate cu 30 de sculpturi, majoritatea realizate în stil baroc, în jurul anului 1700, și înlocuite, în prezent, cu replici.

## Istoric

### Până în secolul al XIX-lea

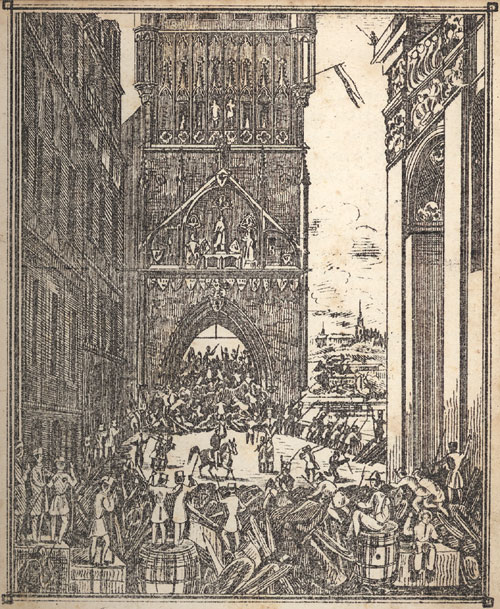
Turnul din Orașul Vechi în timpul Revoluției de la 1848

De-a lungul istoriei sale, Podul Carol a suferit de pe urma mai multor dezastre și a fost martor la numeroase evenimente istorice. Potrivit legendelor cehe, construcția Podului Carol a început la 9 iulie 1357, ora 05:31, prima piatră fiind pusă chiar de regele Carol al IV-lea. Această dată exactă a fost foarte importantă pentru împăratul Sfântului Imperiu, deoarece el credea mult în numerologie, iar această dată specifică, care forma o punte numerică (1357 9, 7 5:31), i-ar conferi Podului Carol o rezistență suplimentară. Având în vedere viața lungă a podului, convingerea împăratului are, probabil, o anumită greutate, deși podul a fost martor la numeroase dezastre. 
O inundație din 1432 i-a avariat trei piloni. Al treilea arc (numărat dinspre Orașul Vechi) s-a prăbușit în 1496, după ce unul dintre piloni a coborât, fiind subminat de apă (reparațiile au fost terminate în anul 1503). La un an după Bătălia de la Muntele Alb, la 21 iunie 1621, atunci când cei 27 de conducători ai revoltei anti-habsburgice au fost executați,  turnul din Orașul Vechi a servit ca un loc de expunere a capetelor retezate ale victimelor pentru a-i descuraja pe cehi să continue rezistența armată. 
La sfârșitul Războiului de Treizeci de Ani, în 1648, suedezii au ocupat malul vestic al Vltavei și au încercat să înainteze în Orașul Vechi, având loc lupte grele chiar pe pod. În timpul luptelor, a fost grav avariată o parte a turnului din Orașul Vechi (partea dinspre râu) și aproape toate resturile decorațiunilor gotice au trebuit să fie, ulterior, eliminate. La sfârșitul secolului al XVII-lea și începutul secolului al XVIII-lea, atunci când au fost amplasate pe balustrade mai multe statui baroce, podul a dobândit aspectul său actual. În timpul marii inundații din anul 1784, cinci piloni au fost grav avariați și, deși arcele nu s-au prăbușit, traficul de pe pod a trebuit să fie restricționat pentru un timp.

### În secolul al XIX-lea

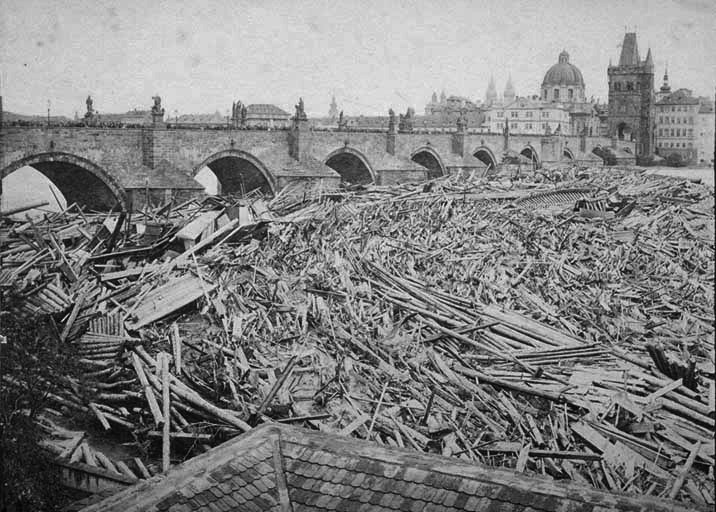
Podul Carol în timpul inundațiilor din 1872

Scările originale către Insula Kampa au fost înlocuite, în 1844, cu unele noi. În anul următor, o altă inundație puternică a amenințat podul, dar acesta a scăpat fără pagube majore. În 1848, în timpul zilelor Revoluției, podul a scăpat nevătămat din canonadă, dar unele statui au fost avariate. În 1866 au fost instalați pe balustradă stâlpi de iluminat cu gaz în stil pseudo-gotic; mai târziu ei au fost înlocuiți cu stâlpi de iluminat electric. În anii 1870 prima linie de transport public (omnibus) a trecut peste pod (ce a fost denumit oficial „Podul Carol” după 1870), fiind înlocuită mai târziu de tramvaiul cu cai. Turnurile podului au avut parte de o reconstrucție completă între anii 1874 și 1883.
În perioada 2-5 septembrie 1890 o altă inundație dezastruoasă a lovit orașul Praga și a avariat grav Podul Carol. Mii de plute, bușteni și alte materiale plutitoare, care au fost luate de ape din amonte, au format, treptat, o barieră uriașă ce s-a sprijinit de pod. Trei arce au fost rupte de presiunea mare exercitată, iar doi piloni s-au prăbușit, deoarece au fost subminați de apă, în timp ce alții au fost parțial avariați. Împreună cu al cincilea pilon au căzut în apă și două statui - cele ale Sf. Ignațiu de Loyola și Sf. Xavier, realizate de Ferdinand Brokoff. Prima dintre ele a fost înlocuită cu un grup statuar dedicat Sfinților Chiril și Metodiu, realizat de Karel Dvořák; cea de-a doua a fost înlocuită cu o replică a originalului. Lucrările de reparații au durat doi ani (podul a fost redeschis la 19 noiembrie 1892) și au costat 665.000 de coroane.

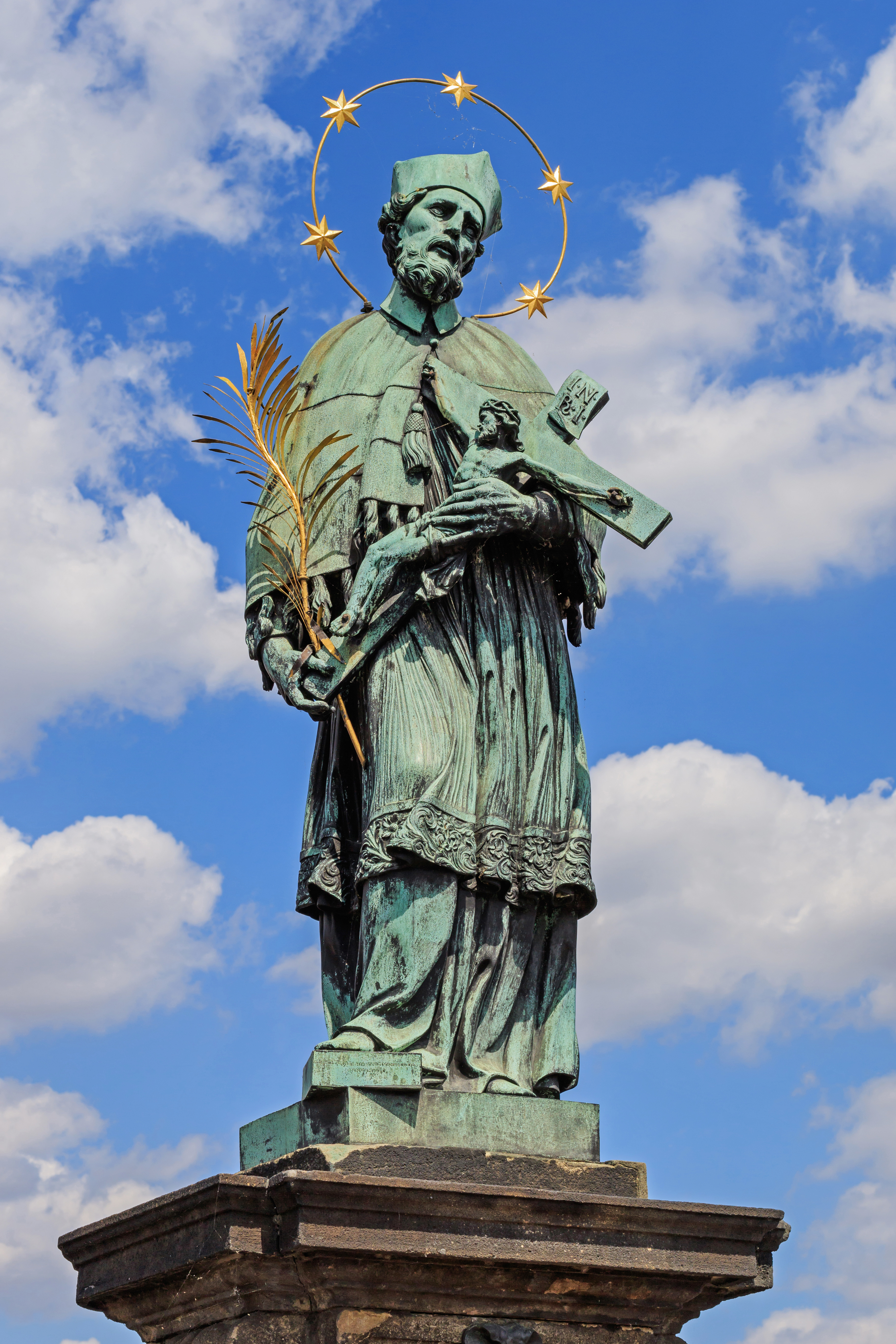
Statuia Sf. Ioan Nepomuk. La 20 martie 1393 el a fost aruncat în râul Vltava de pe Podul Carol, la cererea expresă a regelui Venceslau al Boemiei.

### Din secolul al XX-lea până în prezent

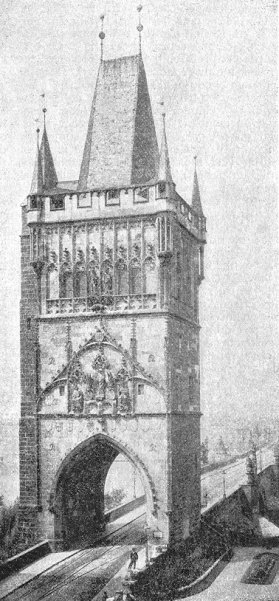
Turnul de est al Podului Carol în 1903. Pe sub turn trecea linia pentru tramvaiul cu cai.

La începutul secolului al XX-lea a avut loc o creștere intensă a traficului rutier pe Podul Carol. Tramvaiul cu cai a circulat pe pod până la 15 mai 1905, când a fost înlocuit cu tramvaiul electric și mai târziu, în 1908, cu autobuze. La sfârșitul celui de-al Doilea Război Mondial a fost construită o baricadă la poarta de acces pe sub turnul din Orașul Vechi. O reparație capitală a podului a avut loc între anii 1965 și 1978, bazată pe colaborarea între diverse institute științifice și culturale. Pilonii au fost consolidați și stabilizați, toate blocurile de piatră sparte au fost înlocuite, iar covorul asfaltic de pe pod a fost îndepărtat. Traficul de vehicule a fost interzis pe Podul Carol începând de atunci, podul rămânând accesibil doar pietonilor. Reparația a costat 50 de milioane de coroane.
În anii 1990, unii oameni au început să critice reconstrucția anterioară a podului și au propus realizarea unor lucrări de remediere. Pe la începutul noului mileniu, majoritatea experților au părut să fie de acord cu faptul că reconstrucția anterioară nu ar fi fost fără cusur, dar au respins necesitatea unor lucrări de refacere. Cu toate acestea, după inundațiile dezastruoase din 2002 (care au cauzat podului doar prejudicii minore), sprijinul pentru o reconstrucție de ansamblu a podului a crescut. S-a hotărât repararea și stabilizarea a celor doi piloni (cu numerele 8 și 9) dinspre Malá Strana. Aceștia sunt singurii piloni care nu au fost reparați după inundațiile din 1890. Reconstrucția a fost un proces gradual, pe parcursul căruia au fost închise temporar unele părți ale podului fără a-l închide în întregime. Lucrările au fost efectuate în perioada 2008-2010 și au inclus consolidarea pilonilor, construirea unui nou sistem de hidroizolație pentru a proteja podul și înlocuirea mai multor pietre din pereții podului, o chestiune controversată din cauza unei abordări neîndemânatice a echipei de restaurare. Rezultatul a fost criticat de către specialiștii în conservarea monumentelor de artă din toată Europa. Zeci de „pietre” noi nu se potrivesc cu cele istorice de lângă ele.

## Statuile de pe pod
Aleea celor 30 de statui și grupuri statuare baroce amplasate pe balustradă formează o combinație unică de stiluri artistice cu podul gotic de dedesubt. Majoritatea sculpturilor au fost realizate între anii 1683 și 1714. Ele îi reprezintă pe diferiți sfinți și protectori venerați în acele vremuri. Cei mai importanți sculptori ai Boemiei au contribuit la decorarea podului, printre ei fiind Matthias Braun, Jan Brokoff și fiii săi, Michael Joseph și Ferdinand Maxmilian.

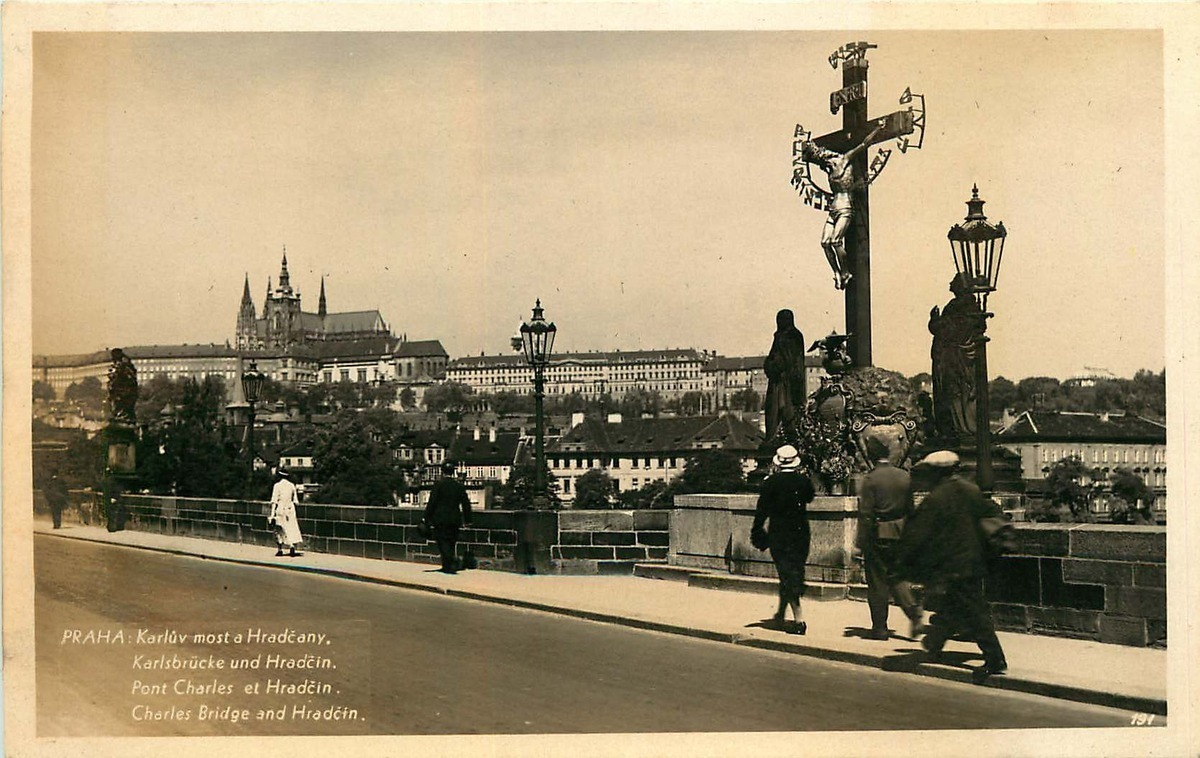
Podul Carol și Sfânta Cruce, c. 1935

Printre cele mai cunoscute sculpturi sunt grupurile statuare dedicate Sfintei Lutgarda, Sfintei Cruci și Calvarului și Sf. Ioan Nepomuk. De asemenea, este binecunoscută statuia cavalerului Bruncvík, deși ea a fost realizată cu aproximativ 200 de ani mai târziu și nu se află pe aleea principală.
Începând din 1965, toate statuile au fost înlocuite pe rând de replici, iar originalele au fost expuse în lapidariumul Muzeului Național.

## Imagini

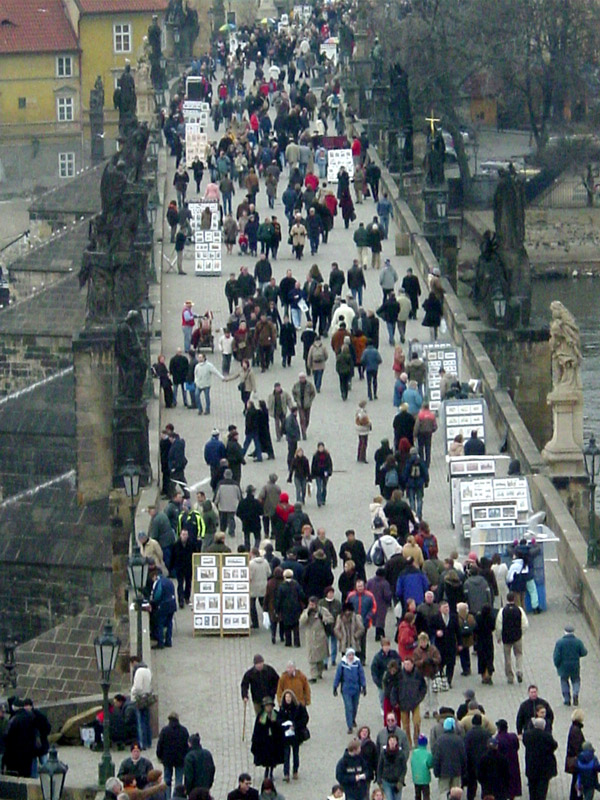
Într-o zi de iarnă, vedere din turnul aflat în Orașul Vechi
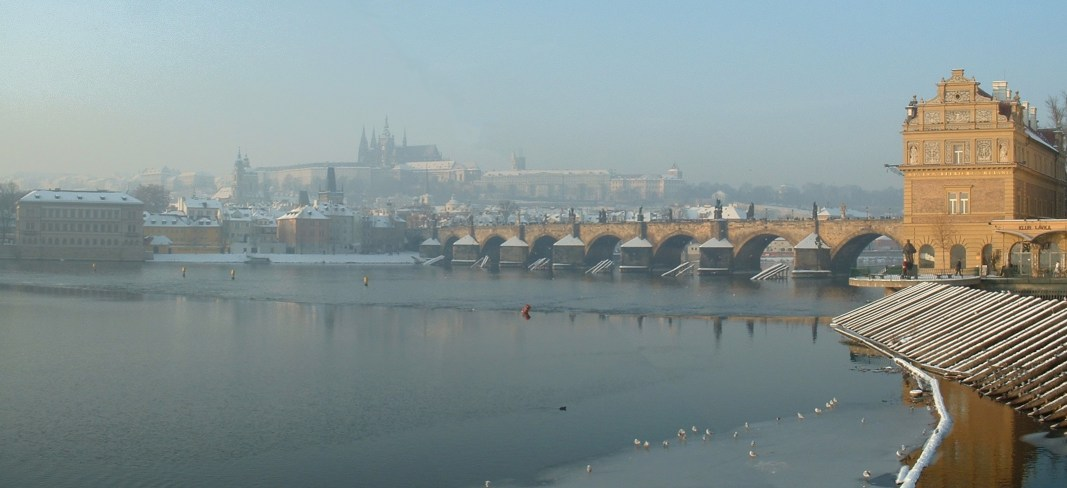
Vedere în sezonul de iarnă
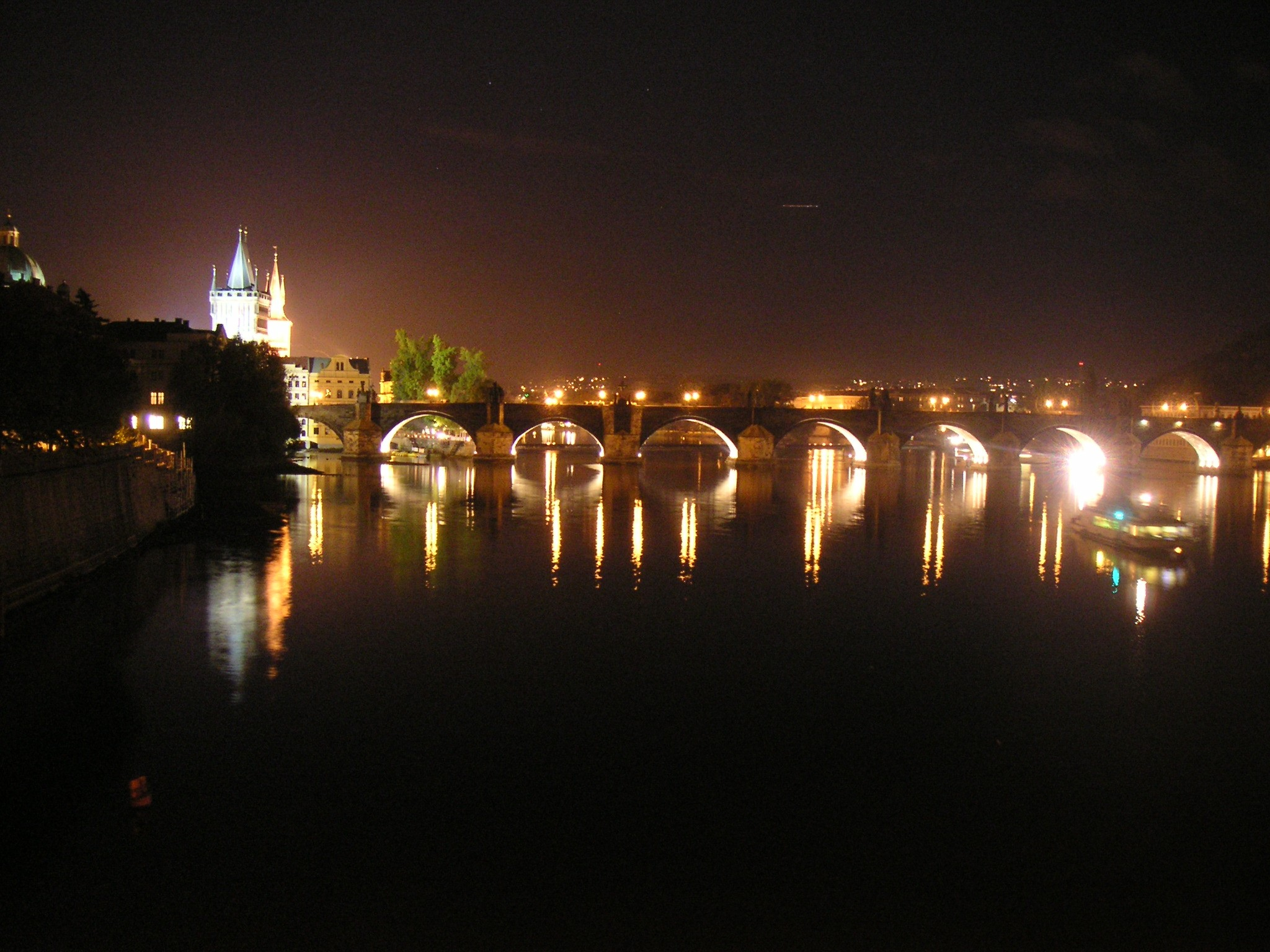
Vedere nocturnă
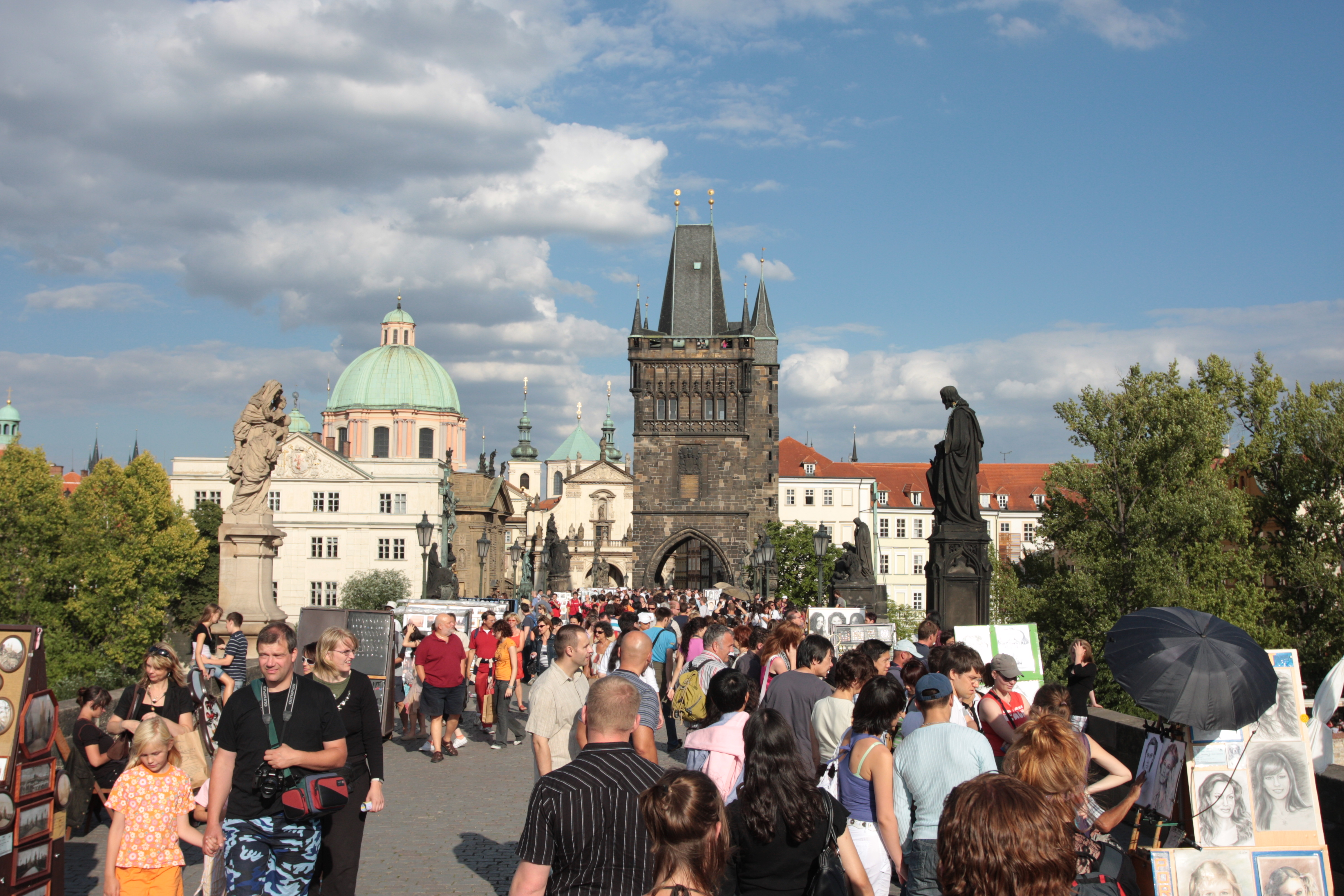
Într-o zi aglomerată
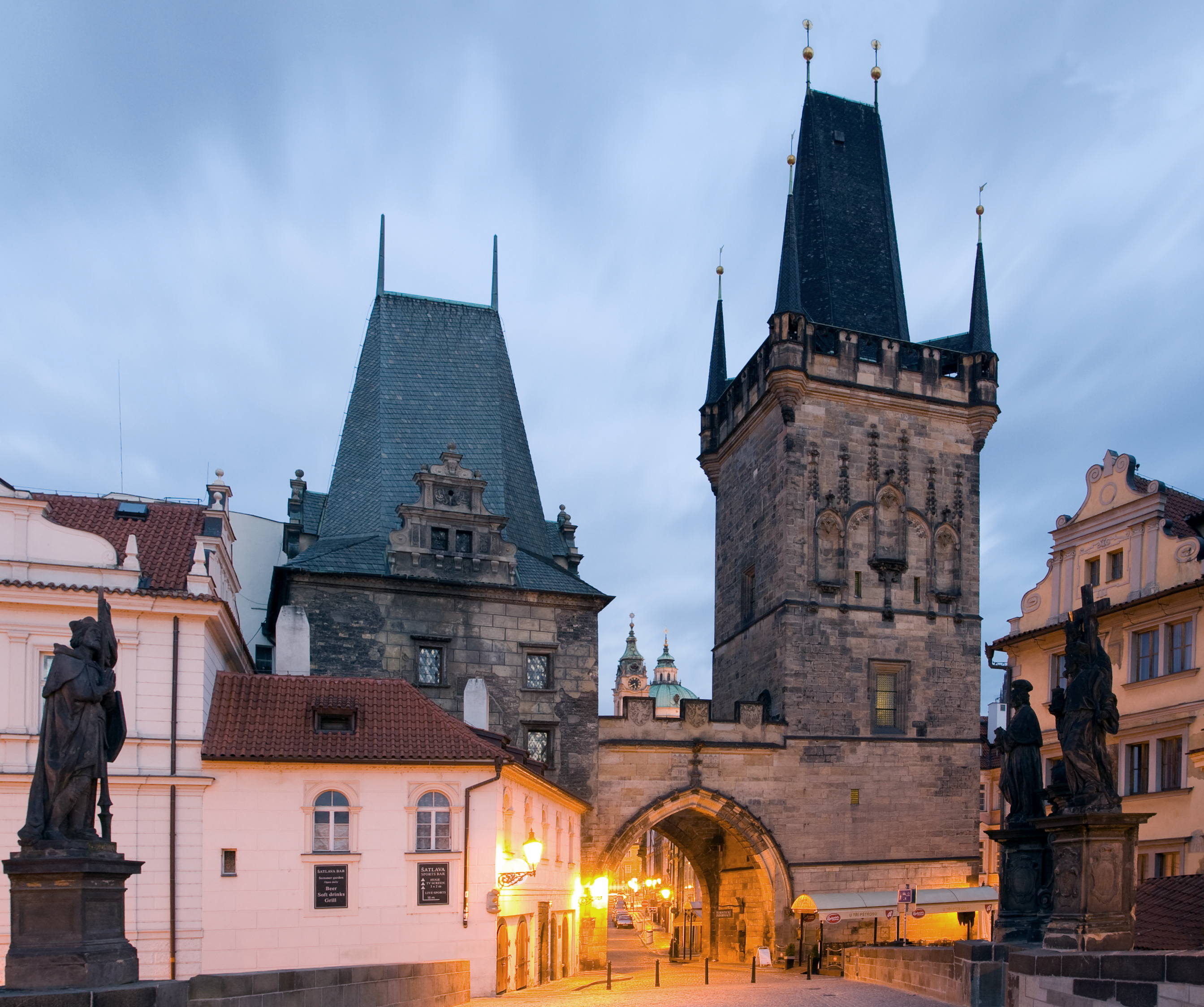
Turnul aflat pe malul din cartierul Malá Strana
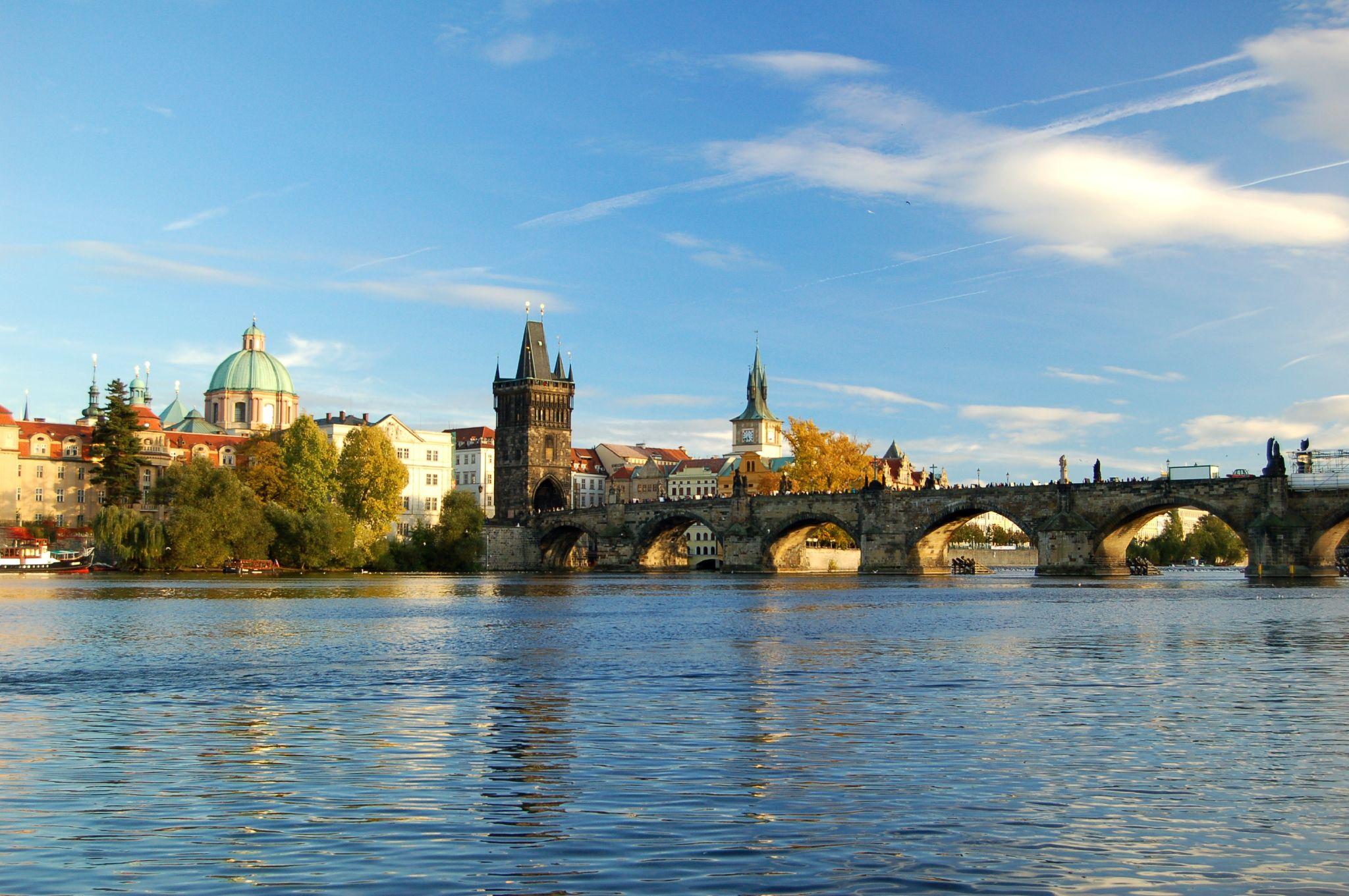
Imagine a podului
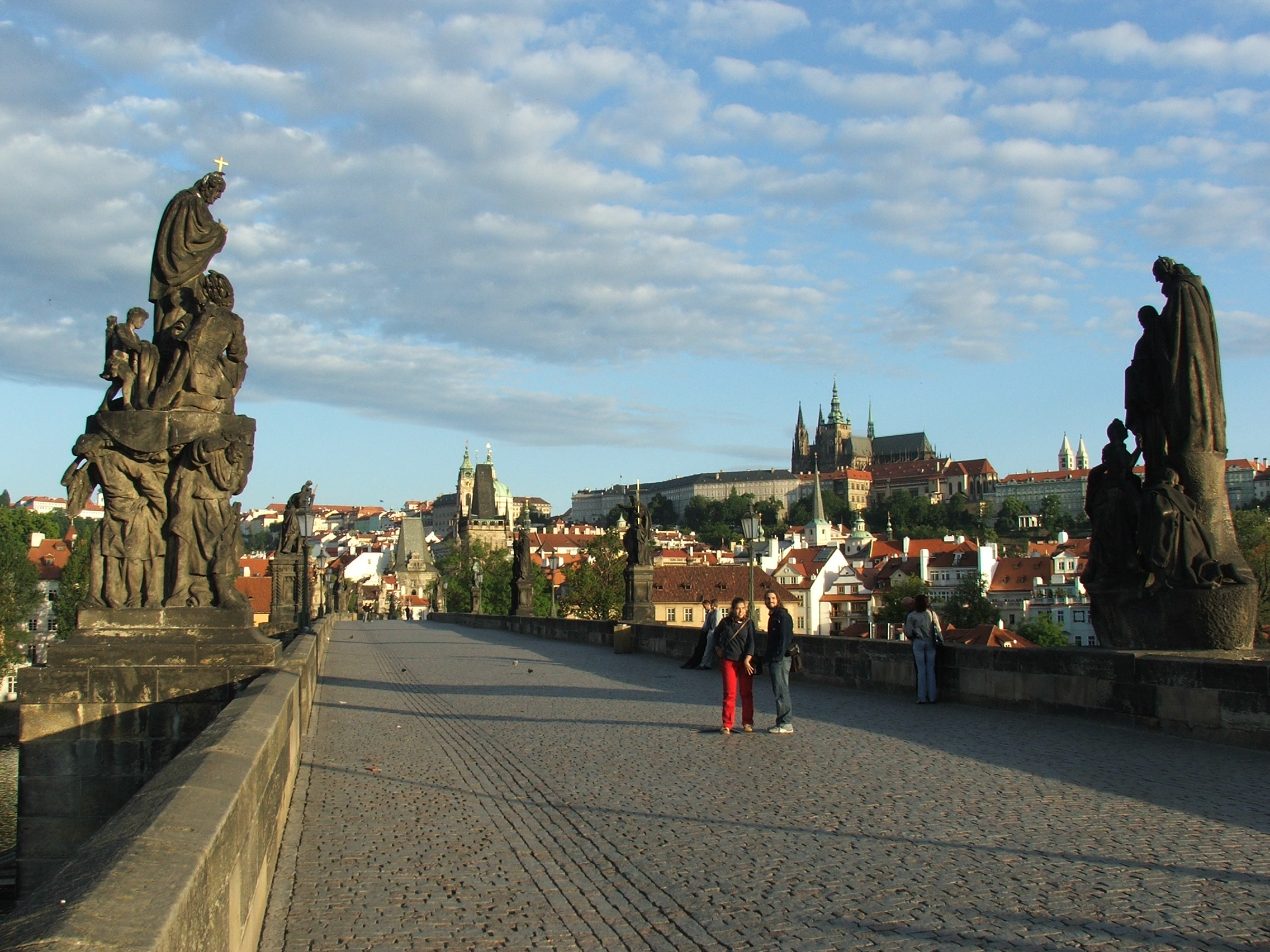
Statui aflate de-a lungul podului
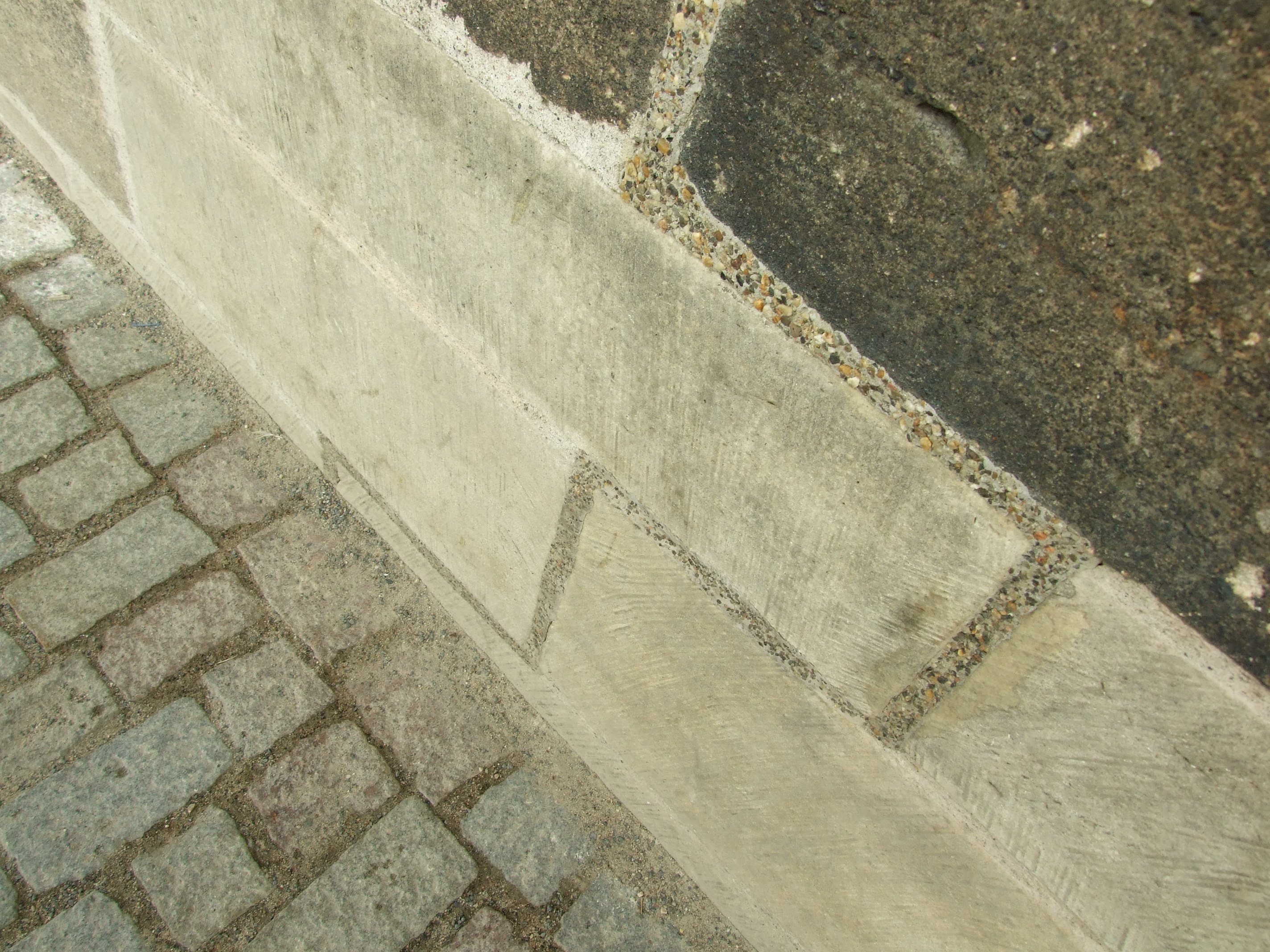
Rezultate ale reconstrucției controversate
Râul Vltava curgând pe sub Podul Carol din Praga